# Литтиццетто, Лучана
Луча́на Литтицце́тто (итал. Luciana Littizzetto, род. 29 октября 1964, Турин, Италия) — итальянская писательница, актриса, телеведущая.

## Биография
Лучана родилась в Турине в пьемонтской семье (урождённая Bosconero), росла в районе Сан Донато.
После получения аттестата по фортепиано в 1984 в консерватории Турина, она преподаёт музыку в средней школе на окраине Турина. Этой деятельности она посвятила 9 лет. В эти годы появляются её первые публикации, в которых отрабатывается ироничный и недоверчивый стиль, характерный для её дальнейшего творчества.

## Личная жизнь
С 1997 по 2018 год состояла в отношениях с музыкантом Давиде Грациано. У бывших партнёров двое приёмных детей.

## Фильмография

### Актриса
1. Genitori e figli. Istruzioni per l'uso (2010)
2. Matrimoni e altri disastri (2009) — Benedetta
3. Non pensarci, la serie (2009)
4. Tutta colpa di Giuda (2009) — Suor Bonaria
5. Волшебная история Пиноккио (2008) — Сверчок
6. Peopling the Palaces at Venaria Reale (2007) — Cortigiana
7. Cover boy: L'ultima rivoluzione (2007) — Padrona di casa
8. Учебник любви (2005) — Орнелла
9. Natale a casa Deejay - A christmas carol (2004) — Luciana
10. Se devo essere sincera (2004) — Adelaide
11. Ravanello pallido (2001) — Gemma Mirtilli/Gala
12. Tandem (2000) — Commissaria
13. Tutti gli uomini del deficiente (1999) — Compagna di stanza di Stella
14. La grande prugna (1999) — Baby Sitter
15. Тяжёлая жизнь двоеженца (1999) — Лайза
16. Svitati (1999)
17. Scomparsa (1998) — Beatrice
18. Tre uomini e una gamba (1997) — La Promessa Sposa
19. Tutti giù per terra (1997) — Post office clerk

### Сценарист
1. Se devo essere sincera (2004)
2. Ravanello pallido (2001)

## Награды
22 ноября 2007 года Лучана Литтиццетто получила от Президента Республики Джорджо Наполитано престижную премию Де Сика.